# Salone dell'automobile

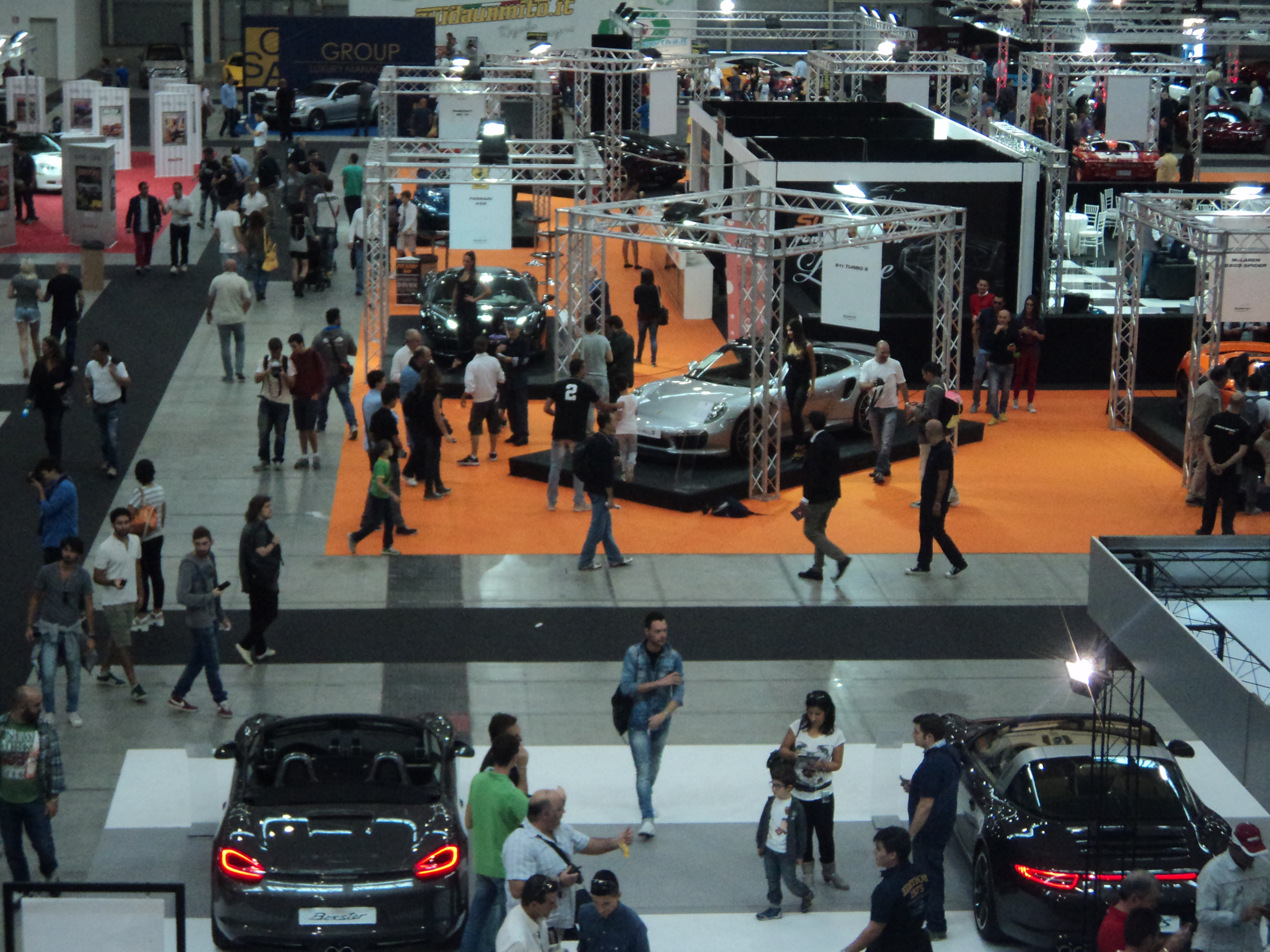
Supercar - Roma Auto Show 2014

Il Salone dell'automobile è un'esposizione organizzata in genere a livello mondiale con la partecipazione delle più importanti case automobilistiche, con lo scopo di promuovere nuovi modelli di auto o i loro restyling, nonché Concept car e relativi progetti di motorizzazioni o soluzioni di abitabilità, sicurezza e viabilità inerenti al mondo dell'automobile.

## Il contesto
Molti dei saloni d'auto attualmente in attività sono internazionali, e riconosciuti dall'Organizzazione internazionale di costruttori di veicoli a motore, alcuni di essi oltre a esposizioni, presentazioni e conferenze inerenti al mondo delle auto e ai modelli, organizzano anche molteplici eventi e competizioni accessibili al pubblico, come avveniva per esempio al Motor Show di Bologna. La prima comparsa di una fiera inerente al mondo automobilistico è stata a Parigi nel 1898 ideata ed organizzata da Jules-Albert De Dion, attualmente questo tipo di manifestazione è diffusa in tutto il mondo, e, anche se sono manifestazioni di tipo internazionale, le auto o le idee proposte spesso sono inerenti ai mercati dove la manifestazione è situata, poiché questi saloni sono un ottimo strumento usato dalle case automobilistiche per mettere in luce i propri prodotti, facendogli e facendosi pubblicità.

## Struttura dei saloni
Sebbene la personalità di ogni singolo evento fieristico, la struttura dell'esposizione è abbastanza standardizzata e pressoché invariata da molti anni; principalmente la manifestazione viene allestita nella zona fiere della città dov'è situato e dura in media tra i quattro e i sette giorni, con frequenze annuali omogeneamente distribuite durante l'anno,  in modo da dedicare (si parla dei saloni gestiti dall'OICA) ogni mese ad un salone. L'organizzazione degli spazi e dei giorni è interna all'amministrazione della fiera, ma le case automobilistiche hanno enorme potere, soprattutto quelle maggiori, che decidono di parteciparvi; sebbene lo spazio per gli stand vada prenotato, con costi relativi all'area occupata, c'è una certa complicità fra il salone e le grandi case automobilistiche, queste ultime pagano e mantengono "in vita" il salone, il quale predispone uno spazio riservato a ciascuna casa. Gli stand, vengono allestiti dalle aziende partecipanti, le conferenze e le presentazioni avvengono seguendo tempi prestabiliti per evitare l'accavallarsi di più eventi.